# Albéric de Truchis de Varennes
Pour les autres membres de la famille, voir Famille de Truchis de Varennes.
Albéric de Truchis de Varennes, né le 23 août 1861 à Dole et mort à 19 octobre 1944 à Besançon, est un écrivain et historien français.

## Biographie
La famille de Truchy fut anoblie en 1648. Le vicomte Albéric de Truchis épouse, en 1888, une fille du magistrat Alexandre Estignard, qui fut député et auteur d'ouvrages historiques.
Albéric de Truchis sera secrétaire perpétuel de l'Académie des sciences, belles-lettres et arts de Besançon et de Franche-Comté, doyen de l'Académie de Besançon, membre de la Société d'émulation du Doubs. Sa tombe se trouve au cimetière des Chaprais à Besançon. 
Il est arrière grand-oncle de la chanteuse, auteure, compositrice Zazie (Isabelle Marie-Anne de Truchis de Varennes) et de son frère Phil Baron (Philippe de Truchis de Varennes). 

## Publications
- Un diplomate franc-comtois au XVIIe siècle : Antoine Brun, 1932. Prix Thiers, 1934.
- Généalogie de la Maison de Truchis[4] : Albéric de Truchis de Varennes, Imprimerie Jobard, Dijon, 1906.